# Стенлі Сміт
Стенлі Сміт (англ. Stanley Smith; 1903—1974) — кіноактор і співак. Мав провідні ролі у парі з різними зірками кіно і брав участь у декількох мюзиклах.
Народився в Канзас-Сіті. Знявся разом із Кларою Боу в фільмі «Любов серед мільйонерів». Одружився з Мері Лоулор у фіналі фільму «Добрі новини». Мав контракт із кіностудією Paramount Pictures.